# Destruction du patrimoine culturel par l'État islamique

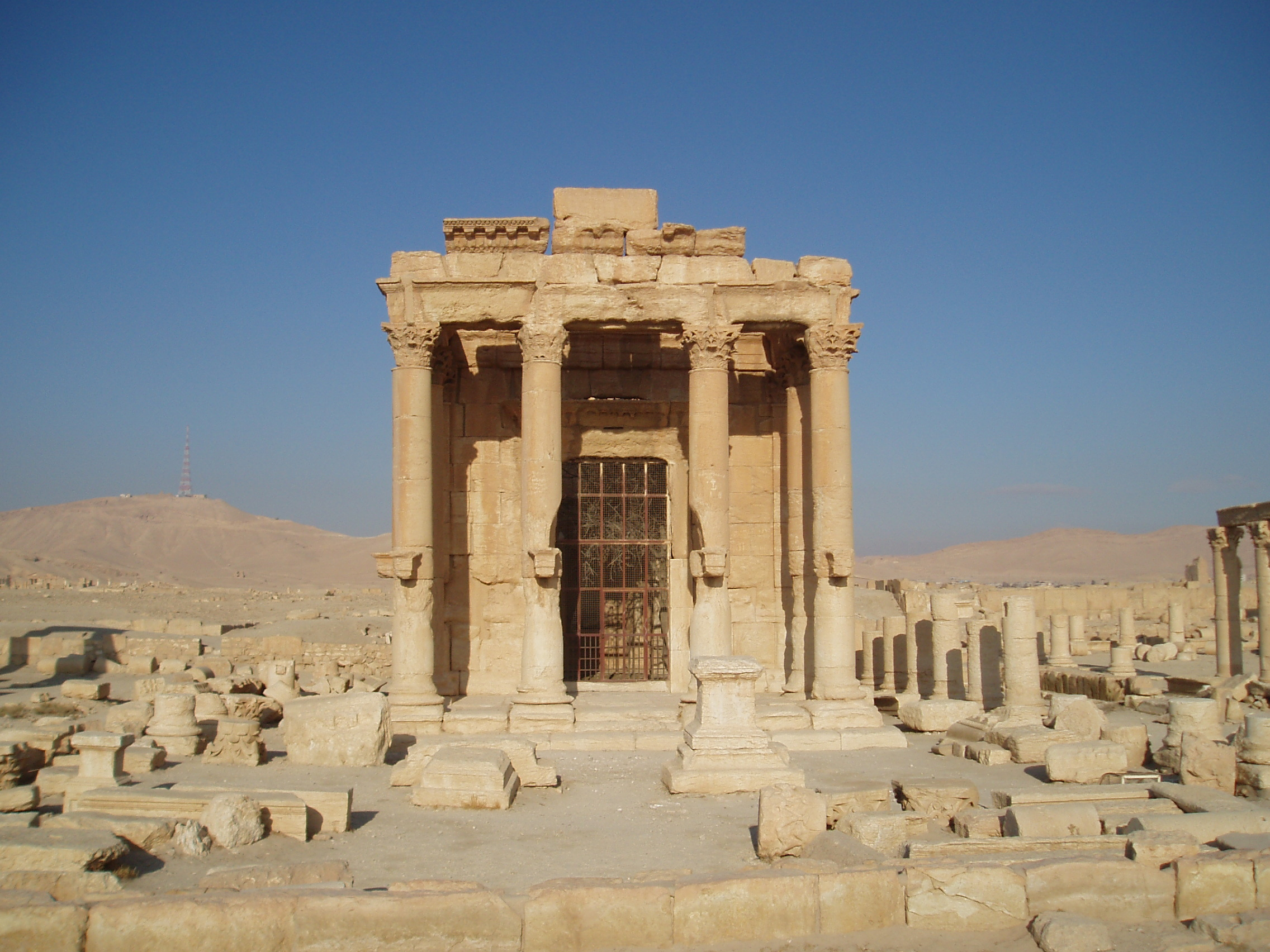
Le Temple de Baalshamin à Palmyre, le 4 janvier 2008. Il est détruit par explosion le 23 août 2015 par l'EI.

À partir de 2014, l'État islamique procède à la destruction organisée et au vol d'objets appartenant au patrimoine culturel des territoires qu'il contrôle en Irak, en Syrie et en Libye. L'organisation terroriste a notamment ciblé des sites religieux (sanctuaires, églises, mosquées[réf. nécessaire]) ainsi que des sites archéologiques et antiques. La plupart des destructions sont réalisées à l'aide d'engins explosifs, à la masse ou au bulldozer.
En Irak, entre la prise de Mossoul en juin 2014 et février 2015, l'État islamique a détruit au moins vingt-huit monuments historiques. Les œuvres et objets d'art dérobés ont parfois été conservés pour être revendus au profit de l'EI. Les sites archéologiques de Palmyre, Ninive et Hatra, ainsi que les villes de Mossoul et de Racca, sont les principales cibles des destructions.
L'État islamique dispose d'une unité spéciale (la Kata'ib Taswiya) chargée de la destruction du patrimoine culturel. La directrice générale de l'UNESCO, Irina Bokova, a qualifié ces activités de « génocide culturel » et appelle à la mobilisation des acteurs internationaux pour la préservation du patrimoine des zones contrôlées par l'EI. Bien que la Libye, la Syrie et l'Irak soient tous trois signataires de la Convention de la Haye (respectivement depuis 1957, 1958 et 1967), celle-ci n'a pas été respectée. 

## Motivations
Daech justifie la destruction de ces sites du patrimoine culturel par son appartenance au salafisme, qui accorde « une grande importance à l'établissement du tawhid (monothéisme) », et « à l'élimination du shirk (polythéisme) ». S'il a souvent été supposé que ses actions de destruction sont des actes de vandalisme aveugles, il existe un fondement idéologique à la destruction des sites. L'EI considère que ses actions dans des sites comme Palmyre et Nimroud sont conformes à la tradition islamique sunnite,.
Outre des aspects idéologiques de la destruction, il y a raisons plus pratiques, qui justifient la destruction des sites historiques par l'EI. Il est facile d'attirer l'attention du monde entier en détruisant de tels sites, du fait de l'importante couverture médiatique et la condamnation internationale qui s'ensuit. Cela a entre autres pour conséquence de faire augmenter le prix des antiquités vendues illégalement.
Malgré les images de destruction totale des sites, l'EI a également utilisé les antiquités pillées pour financer ses activités. Malgré l'interdiction par l'ONU du commerce d'artefacts pillés en Syrie depuis 2011, le groupe fait sortir clandestinement ces artefacts du Moyen-Orient et les introduit sur les marchés clandestins d'antiquités en Europe et en Amérique du Nord via des ports francs,. Le profit retiré de ce trafic a été estimé à plusieurs dizaines de millions de dollars par an pendant le conflit.

## Sites anéantis ou menacés

### Mosquées et sanctuaires islamiques

#### 2014

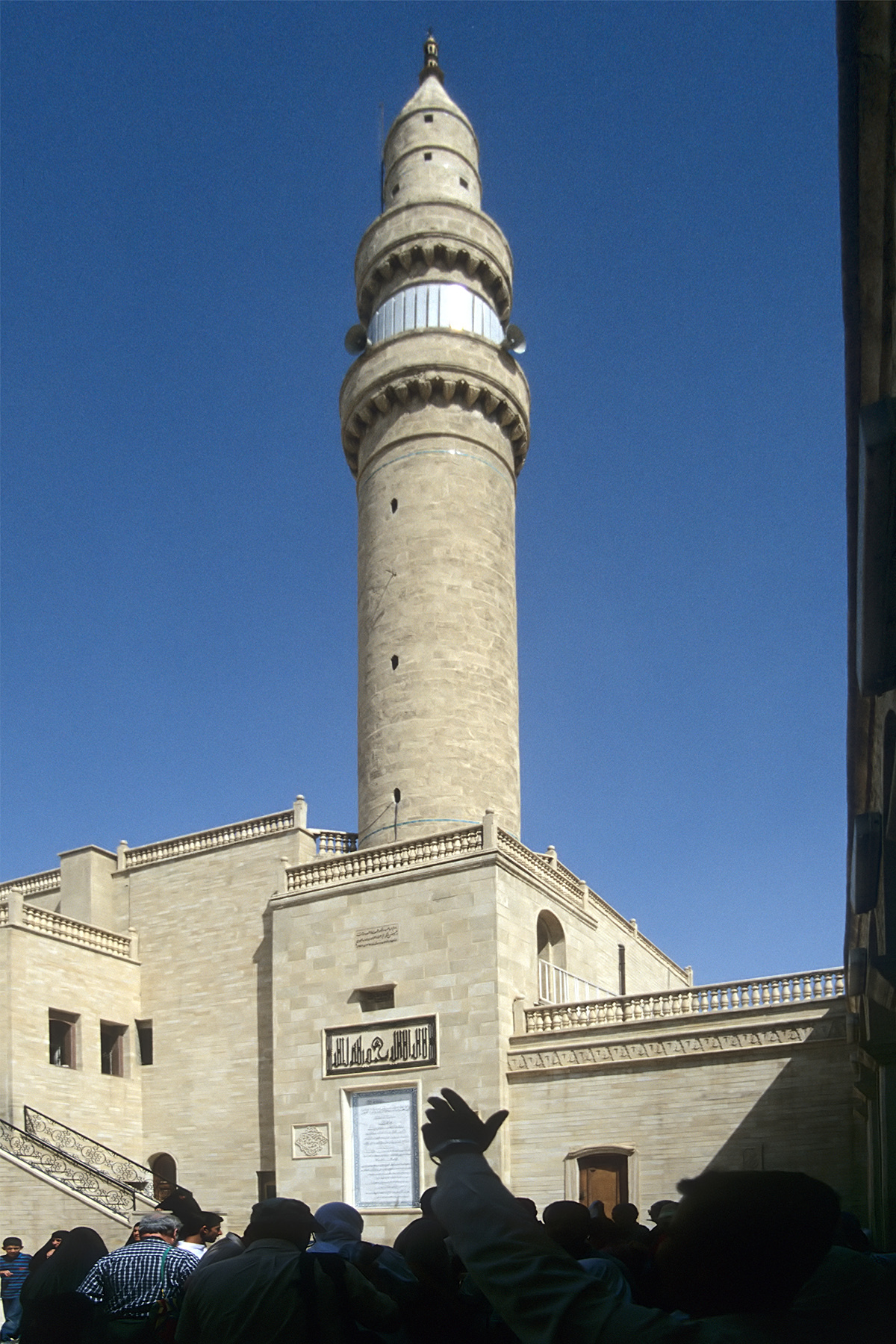
La mosquée Nabi Yunus de Ninive, abritant le tombeau du prophète Jonas, ici en 1999. Elle est détruite par une série d'explosions le 24 juillet 2014.

En 2014, des médias locaux rapportent la destruction de nombreux sanctuaires et mosquées chiites à travers l'Irak. Parmi eux, la mosquée Al-Kouba Husseiniya de Mossoul, la mosquée Jawad Husseiniya et le sanctuaire Saad ben Aqeel Husseiniya à Tall Afar, ainsi que le sanctuaire sunnite d'Ahmed al-Rifai dans le district de Mahlabiya. La Tombe de la Fille (Qabr al-Bint), un sanctuaire de Mossoul dédié à une jeune fille qui - selon la légende - mourut d'un chagrin d'amour, a également été détruit. L'emplacement du sanctuaire abriterait en outre la sépulture de l'historien arabe du XIIe siècle Ibn al-Athîr.
En juin 2014, l'État islamique détruit au bulldozer le sanctuaire de Fathi al-Ka'en. À Mossoul, l'organisation cible également des tombes constituant le cœur d'un sanctuaire. Elle détruit ainsi l'une des tombes du prophète Daniel en y plaçant des mines. Le 24 juillet 2014, deux mosquées de Mossoul, dont l'une abrite le tombeau du prophète Jonas, sont dynamitées. Le 25 juillet, le sanctuaire de l'imam Aoun al-Din, datant du XIIIe siècle et rare monument ayant survécu aux invasions mongoles, est rasé à Mossoul. Les terroristes ont d'abord dynamité le bâtiment, puis ont achevé la destruction à l'aide de bulldozers. Le 27 juillet, l'EI détruit le tombeau du prophète Jirjis (Georges). Le 24 septembre 2014, la mosquée Al-Arba'in de Tikrit, qui contient des tombes datant du califat d'Omar (VIIe siècle), est également dynamitée.

#### 2015
Le 26 février 2015, l'État islamique détruit la mosquée Khoudr (XIIe siècle) dans le centre-ville de Mossoul. À la même période, il ordonne le retrait de tous les objets d'art décoratif et les fresques des mosquées de Mossoul, même ceux comprenant des versets du Coran : ils sont considérés par l'organisation comme « une forme pervertie de créativité, qui contredit les fondements de la charia ». Au moins un imam de Mossoul s'opposant à cet ordre fut exécuté. 
En mars 2015, l'EI y aurait également rasé au bulldozer la mosquée Hamou al-Kadou, construite en 1880. Le même mois, des terroristes détruisent des sanctuaires soufi à coups de masse et de bulldozers près de Tripoli (Libye). En juin, ils font exploser les tombes ancestrales de Mohamed ben Ali et Nizar Abou Bahaaedine, situées à proximité des ruines de Palmyre.

#### 2017
Le 21 juin 2017, lors de la bataille de Mossoul, la Grande mosquée al-Nouri est détruite par les djihadistes, ainsi que le minaret al-Habda.

### Églises et sanctuaires chrétiens
Le 16 juin 2014, un journal irakien révèle que des membres de l'EI ont eu pour instructions de détruire toutes les églises chrétiennes de Mossoul. Le 26 juillet, des terroristes font exploser l'église de la Vierge Marie de Mossoul avec des engins explosifs improvisés. Le 21 septembre, le Mémorial du génocide arménien de Deir ez-Zor est dynamité. Trois jours plus tard, des terroristes détruisent à la bombe artisanale l'Église Verte (VIIe siècle), rattachée à l'Église apostolique assyrienne de l'Orient, dans la ville de Tikrit. 
En 2015, l'organisation poursuit sa destruction du patrimoine religieux chrétien en Syrie et en Irak. Début février, l'EI rase l'église Al-Tahera de Mossoul, l'une des plus anciennes églises de la ville (VIIe siècle). Le 7 mars, il s'empare d'une église assyrienne dans la ville de Tel Nasri et la fait exploser le 5 avril, dimanche de Pâques, alors que les Unités de protection du peuple kurdes et des combattants assyriens tentent d'entrer dans la ville. Le 9 mars, il détruit l'église catholique chaldéenne de Saint Markourkas.
Début 2015, le monastère des saints Behnam et Sarah, datant du Ve siècle, est dynamité par les terroristes de Daech. 
En juillet 2015, quatre enfants auraient perdu la vie lors de l'explosion d'une église de Mossoul. Le 21 août 2015, une vidéo montre le monastère de Mar Elian, situé près d'Al-Qaryatayn dans le gouvernorat de Homs, détruit à coup de bulldozer par des membres du groupe.
Le 20 janvier 2016, la destruction du monastère de Saint-Élie de Mossoul, le monastère le plus ancien d'Irak, est confirmée par images satellites. Le monastère, également connu sous le nom de Dair Mar Elia aurait été rasé au bulldozer entre fin août et fin septembre 2014.

### Sites archéologiques et antiques
En juin 2015, 20 % des 10 000 sites archéologiques que compte l'Irak auraient été entre les mains de l'État islamique.

#### Racca
Deux grandes statues de lions assyriens, extraites du site d'Arslan Tash et datant du VIIIe siècle av. J.-C., sont détruites au bulldozer dans le centre-ville de Racca, ville syrienne devenue la capitale de l’État islamiste. Les photos de la destruction ont été publiées dans le magazine de l'organisation, Dabiq. Parmi les statues aujourd'hui disparues, on dénombre notamment celle de Mulla Othmane al-Mawsili, d'une femme portant une urne ainsi qu'une représentant le poète Abū Tammām,. 

#### Ninive (Mossoul)

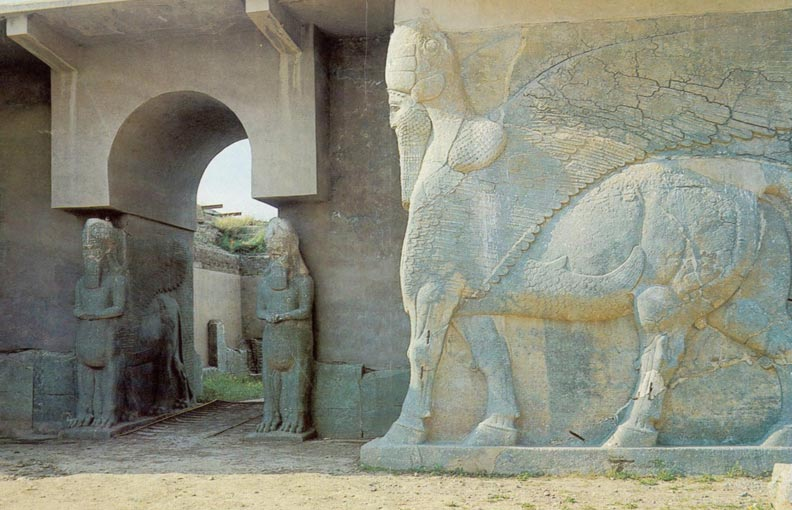
Une statue de Lammasu près d'une porte du palais royal d'Assurnazirpal II, dans la cité assyrienne de Kalkhu. Le site a fait l'objet d'importantes destructions en mars 2015.

Sur le site de Ninive, dans l'actuelle banlieue de Mossoul, plusieurs médias arabes confirment en janvier 2015 la destruction des murs d'enceinte antiques par le groupe fondamentaliste. Deux mille livres issus de la collection de la Bibliothèque de Mossoul sont brûlés devant les caméras. 
Le 26 février, l'État islamique publie une vidéo montrant la destruction de nombreux objets d'art ancestraux au Musée de Mossoul, dont la plupart datent de l'époque assyrienne et proviennent de Hatra. Elle montre notamment la défiguration d'une grande statue de Lammasu en granit au marteau-piqueur. Cette statue était restée enterrée jusqu'en 1941, année où d'importantes pluies ont drainé la terre qui la recouvrait et l'ont mise au jour. Des sources ont affirmé que plusieurs objets détruits au musée de Mossoul n'étaient que des copies, mais le ministre de la Culture irakien, Adel Sharshab, a rapidement démenti cette allégation : « le Musée de Mossoul abrite de nombreux objets archéologiques. Aucun n'a été transporté au Musée national d'Irak à Bagdad. Par conséquent, tous les objets détruits à Mossoul sont des originaux, à l'exception de quatre répliques en gypse ».  
En mars 2015, une vidéo de propagande montre la destruction systématique du site de Nimrud (Kalkhu), une cité assyrienne du XIIIe siècle av. J.-C. Les grands reliefs monumentaux en gypse du palais royal d'Assurnazirpal II, déployant des processions de divinités ailées, sont martelés, découpés à la meuleuse et parfois sortis au bulldozer pour être brisés au marteau-piqueur. Devant la dureté des bas-reliefs, le site est totalement dynamité à l'aide de barils d'explosifs posés à même les sculptures. Le 8 avril, le ministre irakien du Tourisme affirme que les ruines de la forteresse Bash Tapia ont été détruites. 
Le 26 juin 2015, une vidéo de propagande tournée notamment dans le musée de Mossoul montre la destruction de répliques en plâtre, mais aussi d'œuvres authentiques des collections de la statuaire monumentale. Si de nombreuses statues sont des copies, dont les originaux sont au musée archéologique de Bagdad, des génies ailés ou Lammasu provenant de l'ancienne capitale assyrienne Ninive sont défigurés au marteau-piqueur.
En 2016, l'église Notre-Dame de l'Heure est endommagée mais n'est pas détruite à l'aide d'explosifs contrairement à ce qui a été affirmé dans la presse.

#### Hatra et Dur-Sharrukin
Le 7 avril 2015, des sources kurdes révèlent que l'État islamique a entrepris de raser le site de Hatra, une cité antique vieille de 2 000 ans et inscrite au patrimoine mondial de l'Unesco. Située à 100 km au sud de Mossoul, dans le nord de l'Irak, la ville était menacée par l'avancée progressive des terroristes dans la région. Le jour suivant, ils pillent la forteresse mésopotamienne de Dur-Sharrukin. En avril 2015, une vidéo de sept minutes montre des destructions opérées sur des ruines de Hatra. Les masques ornant les édifices du grand sanctuaire solaire sont détruits à la masse et par le tir de fusils-mitrailleurs.

#### Palmyre

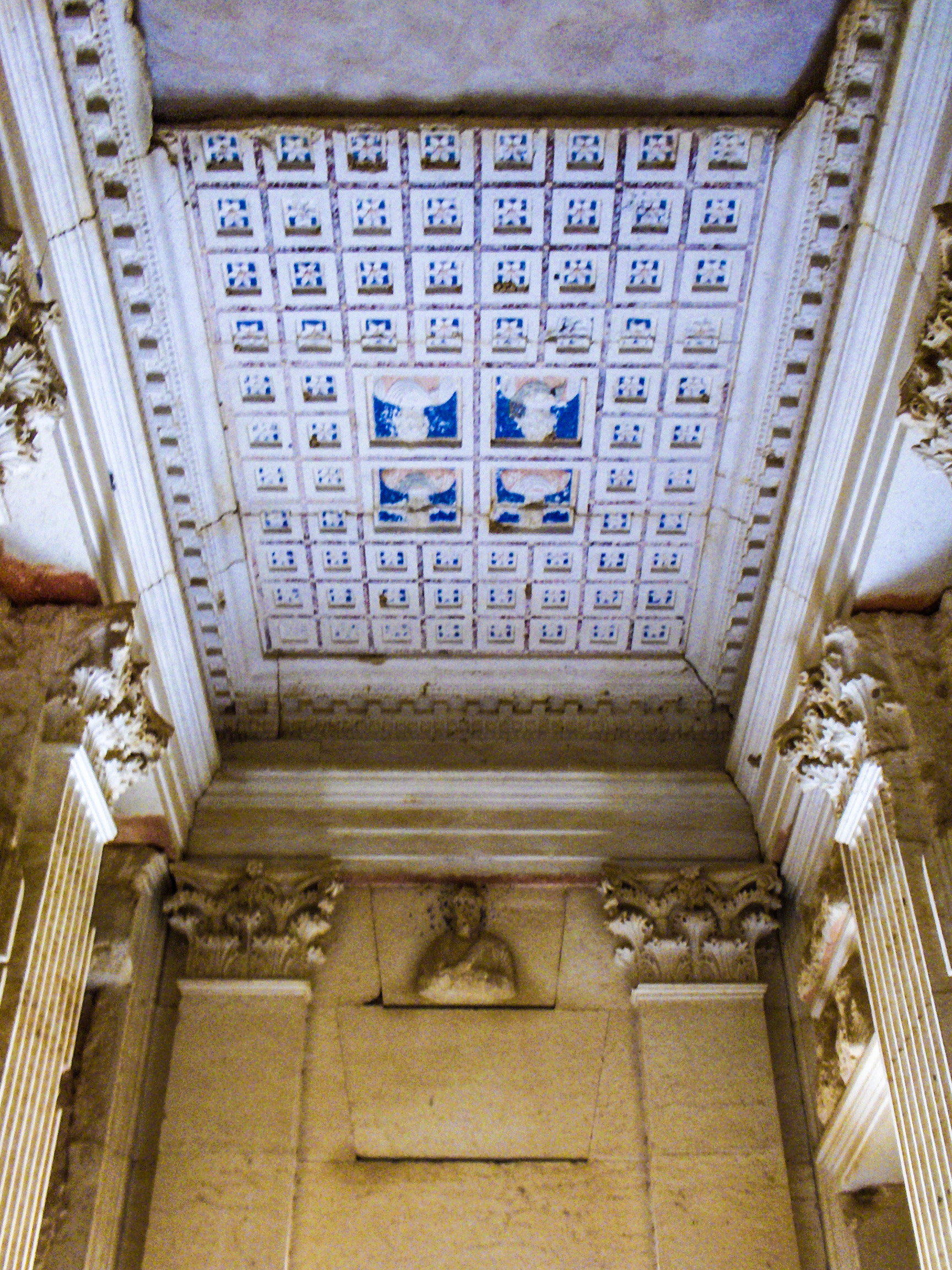
Intérieur de la Tour d'Elahbel.

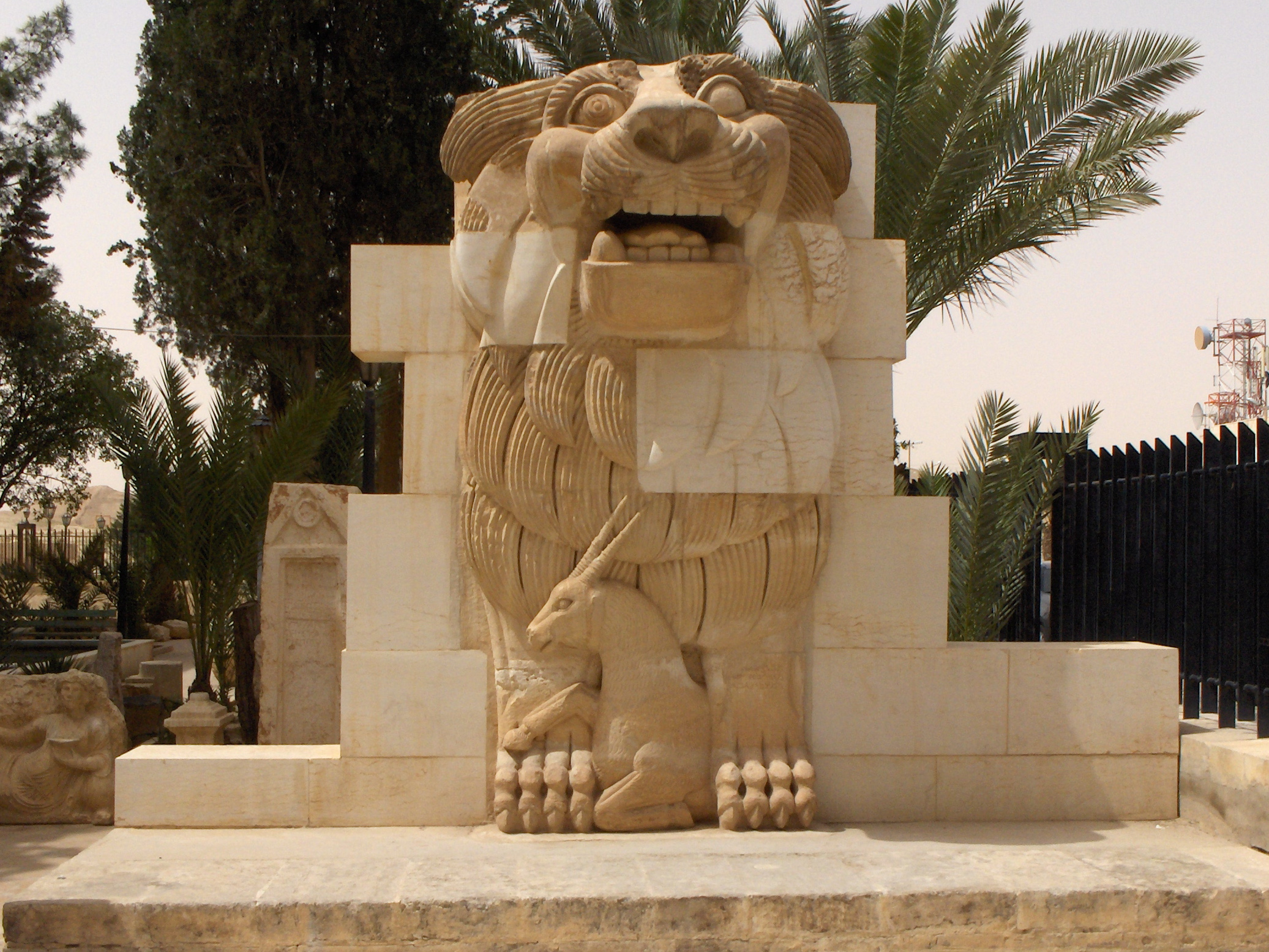
Le Lion de Palmyre, statue du temple syrien d'Al-Lât (endommagée par une explosion en juin 2015.

Le 22 mai 2015, les troupes fondamentalistes entrent dans la ville de Palmyre, surnommée la « perle du désert ». Plus de 400 œuvres d'art ont été évacuées à Damas mais les répliques en plâtre restantes sont détruites. Dans les jours qui suivent l'arrivée des islamistes, les grands reliefs non transportables de la cour du musée dont la statue du Lion de Palmyre sont également détruits ou fortement détériorés le 27 juin 2015. 
La première reprise de la ville par les militaires syriens confirmera que des dizaines de statues principalement funéraires n'ont pas été évacuées et qu'elles gisent vandalisées dans les ruines du musée archéologique.   
Le 18 août 2015, l'ancien directeur des antiquités de Palmyre, Kaled al-Assaad, âgé de 82 ans, est exécuté par des djihadistes du groupe extrémiste à Palmyre. « Daech a exécuté un des plus éminents experts du monde antique », a déploré Maamoun Abdelkarim, l'actuel directeur des antiquités du site. 
En dépit d'un communiqué des occupants annonçant la préservation des édifices, le temple de Baalshamin, divinité antique, est détruit à l'explosif ; les images sont transmises le 23 août 2015. 
Le 30 août 2015, une partie du temple de Bêl est détruite à l'explosif. Le 4 septembre 2015, la destruction des tombeaux d'Elahbel, Khitôt et Jamblique, érigés au début du IIe siècle est confirmée. Le 4 octobre, l'arc de triomphe datant de Septime Sévère, qui ouvre le decumanus à colonnade, est détruit à l'explosif en raison de son ornementation.

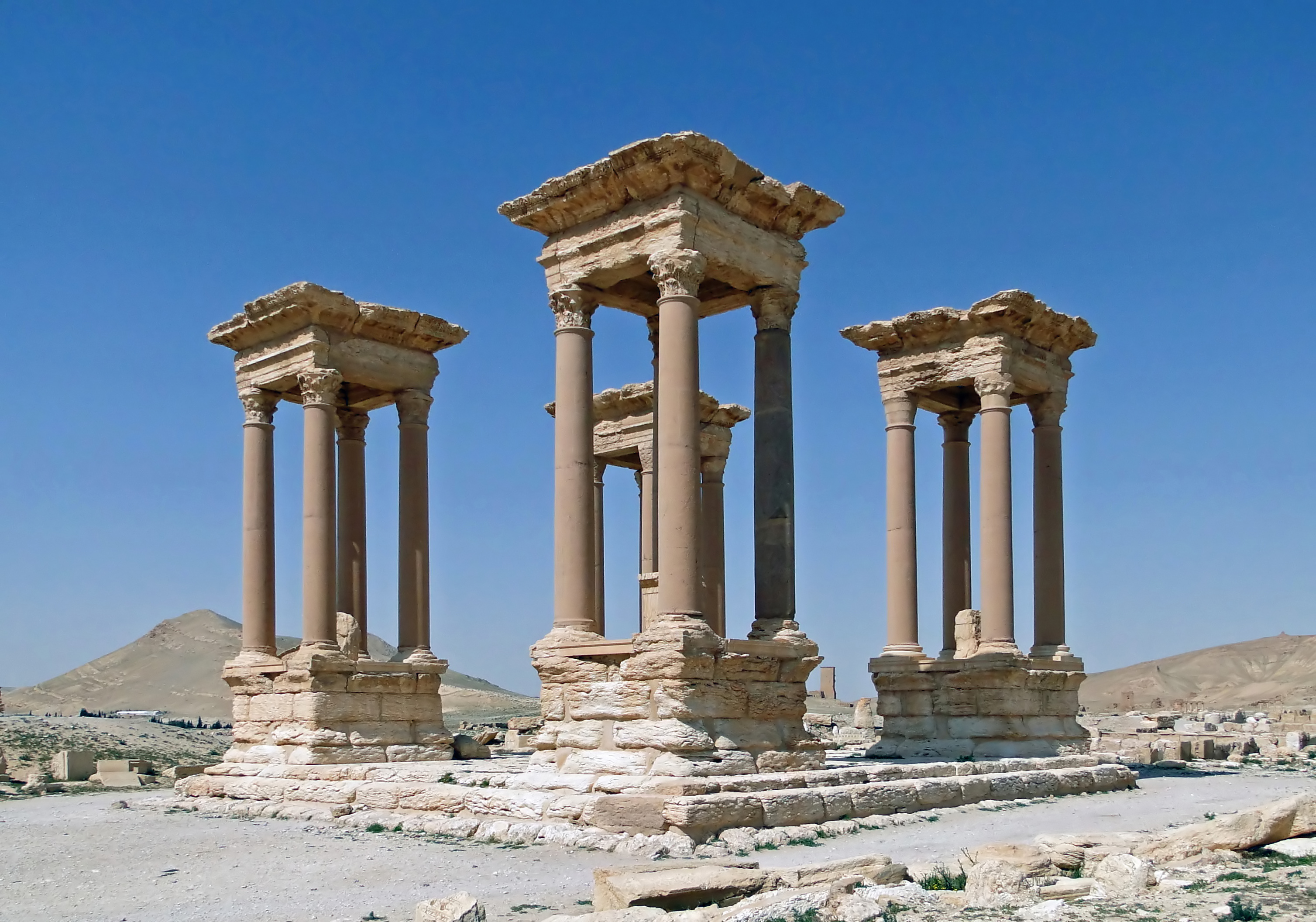
Les quatre tétrapyles (Tétrakionion) de Palmyre en 2010

En mars 2017, la reprise de Palmyre par les forces du régime syrien confirme que les quatre tétrapyles de Palmyre ainsi que la porte monumentale du front de scène du théâtre romain ont été endommagés à l'explosif.

#### Autres sites
De nombreux autres sites archéologiques font l'objet de fouilles clandestines et de pillages menés ou autorisés par l'État islamique. C'est notamment le cas à Doura Europos, Mari ou Ebla. Le site d'Apamée a également été intensément pillé. Ces fouilles clandestines, parfois réalisées à l'aide d'engins de terrassement, alimentent un trafic d'objets d'art et d'artefacts archéologiques destiné à alimenter les caisses de l'État islamique. Dans les cas où le groupe terroriste n'effectue pas les pillages lui-même, il prélève un impôt (le khoms) pouvant aller de 20 % à 50 % de la valeur des artefacts retrouvés. Ces pillages et destructions à caractère mercantile ne sont guère médiatisés, contrairement aux destructions à caractère idéologique effectuées sur les grands sites.

## Réactions internationales
Le 22 septembre 2014, le secrétaire d'État américain John Kerry annonce que le Département d'État a engagé un partenariat avec les American Schools of Orient Research afin « d'obtenir des renseignements exhaustifs sur l'état et les menaces portant sur le patrimoine culturel en Irak et en Syrie, pour évaluer les futurs besoins de protection et de restauration ». En 2014, le Comité de l'UNESCO pour la protection des biens culturels en temps de guerre a dénoncé lors de son neuvième congrès « des attaques délibérées et répétées contre le patrimoine culturel... notamment en Syrie et en Irak ». Irina Bokova, directrice générale de l'UNESCO, affirme que les destructions de Mossoul constituent une violation de la résolution 2199 du Conseil de sécurité de l'ONU, et qualifie la destruction de Nimrud de crime de guerre.
L'ancien Premier ministre irakien Nouri al-Maliki a annoncé que le comité pour le tourisme et la préservation du patrimoine antique d'une assemblée locale a « déposé de nombreuses réclamations auprès de l'ONU pour condamner tous les crimes et exactions de l'État islamique, dont ceux commis contre des sites religieux antiques ». Le 28 mai 2015, l'Assemblée générale des Nations unies a voté à l'unanimité une résolution, proposée par l'Allemagne et l'Irak et soutenus par 91 États membres, affirmant que la destruction du patrimoine opérée par l'État islamique peut être assimilée à un crime de guerre et nécessite des mesures internationales. Elle est en outre considérée comme une « stratégie de guerre ». 
Le 28 mars 2015, Irina Bokova lance Unite4Heritage (en), une campagne destinée à créer un mouvement international pour « protéger et sauvegarder le patrimoine des zones menacées par les extrémistes ». L'action de l'UNESCO dans ce domaine est aujourd'hui l'objet d'une controverse. Certains comme António da Silva[Qui ?] reprochent à cette institution onusienne de ne pas dénoncer le racisme envers les réfugiés de guerre en Europe avec la même vigueur que les crimes de lèse-patrimoine perpétués par les fondamentalistes au Proche-Orient. Ils reprochent également à cette organisation de contribuer au processus émergent de fétichisation du patrimoine, oubliant que la protection de l'héritage culturel sert avant tout d'instrument à la lutte contre le racisme, comme le déclare ouvertement la charte constitutive de l'institution de 1945.